# 먹

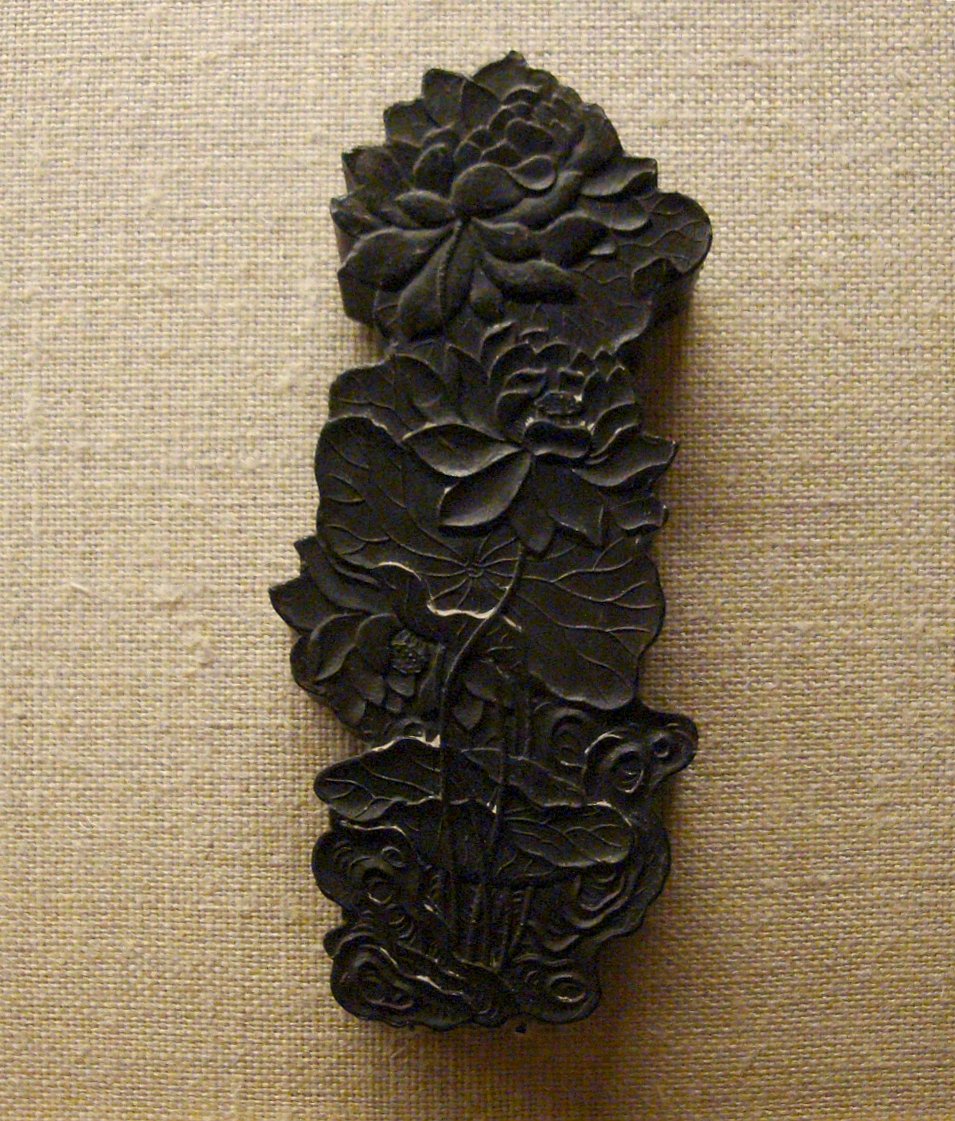
꽃과 잎의 모습을 지닌 중국의 먹

먹(←상고 한어: 墨 [*mlɯːɡ])은 서예와 그림 그리기에 쓰이는 검은 물감의 일종으로, 전통적으로 여러 동아시아 문화에 쓰인다. 한문으로는 묵(墨)이라고 한다. 약간의 물을 먹에 묻혀서 벼루에 갈아서 먹물을 만들어 쓸 수 있다. 먹은 벼루, 선지, 붓과 더불어 문방사우의 하나로 여겨진다.
먹은 송지(松脂)를 태운 그을음을 아교 용액으로 다져서 굳힌 것이다. 일반적으로 소·사슴의 아교를 사용하는데 점착력이 강하여 딱딱하다. 당묵(唐墨)은 동갈민어의 아교를 쓰므로 점착력이 약해 무르다. 흑색 외에 파랑·주홍빛 다색(茶色)의 먹도 있다. 중국의 고묵(古墨)은 매우 비싸고 명나라의 정군방제(程君房製)가 유명하다.
원래 전통 먹은 소나무를 태워서 얻는 그을음에 민어부레에서 얻는 아교를 섞어서 만든다. 그러나 대량 생산을 위해 국내에서 유통되는 먹의 재료는 주로 석유 화학 제품인 카본이며, 여기에 아교 성분을 지닌 젤라틴을 혼합해 만든다.
화가나 캘리그라퍼들은 잉크를 가는 시간과 강도를 낮추거나 늘려서 선호에 따라 잉크의 탁함을 조절한다.
참고로 먹물은 지식인을 뜻하는 말로 쓰이기도 한다.

## 같이 보기
- 벼루
- 먹물